# Еутенија
Еутенија је у грчкој митологији била демон. 

## Митологија
Била је дух или демон просперитета и изобиља. Њена супротност је било сиромаштво (Пенија). Била је кћерка Хефеста и Аглаје и са својим сестрама Еуфемом, Еуклејом и Филофросином је највероватније чинила групу млађих харита, односно грација.